# Erik Blomqvist
Erik Blomqvist (n. 5 ianuarie 1879, Stockholm, Suedia-Norvegia – d. 17 septembrie 1956) a fost un trăgător de tir ce a reprezentat Suedia, medaliat olimpic. A participat la două ediții ale Jocurilor Olimpice (1912, 1920) în care a câștigat o medalie de aur și o medalie de bronz.